# Wynn Thomas
Wynn Thomas es un productor de cine y director de arte estadounidense, reconocido principalmente por su trabajo con el cineasta Spike Lee. Durante su carrera ha obtenido varios premios y reconocimientos, entre los que destacan dos galardones en los Premios Art Directors Guild por las películas Hidden Figures (2016) y Da 5 Bloods (2020).

## Filmografía destacada

### Como diseñador de producción o director artístico
| Año  | Título                       | Notas                              |
| ---- | ---------------------------- | ---------------------------------- |
| 1986 | She's Gotta Have It          | Primera colaboración con Spike Lee |
| 1987 | Eddie Murphy: Raw            |                                    |
| 1988 | Jungle Fever                 |                                    |
| 1989 | Do the Right Thing           |                                    |
| 1990 | Mo' Better Blues             |                                    |
| 1992 | Malcolm X                    |                                    |
| 1994 | Crooklyn                     |                                    |
| 1996 | Mars Attacks                 |                                    |
| 1998 | He Got Game                  |                                    |
| 2000 | The Original Kings of Comedy |                                    |
| 2005 | Cinderella Man               |                                    |
| 2006 | Inside Man                   |                                    |
| 2016 | Hidden Figures               |                                    |
| 2019 | Shaft                        |                                    |
| 2020 | Da 5 Bloods                  |                                    |
| 2022 | Devotion                     |                                    |